# عمر جاكوبس
عمر جاكوبس (بالإنجليزية: Omar Jacobs)‏ (و. 1984  م) هو لاعب كرة قدم أمريكية، من الولايات المتحدة، ولد في دلراي بيتش، يلعب كظهير ربعي.